# Avail
Avail was een Amerikaanse punkband die oorspronkelijk afkomstig was uit Reston. De band werd opgericht in 1987 door Joe Banks, Doug Crosby, Brien Stewart, en Mikey Warstler. Na het snelle uiteenvallen van deze formatie besloot het enige oorspronkelijke lid, Joe Banks, verder te gaan met Tim Barry. De band verhuisde naar Richmond in 1990. Niet lang daarna bracht Avail het debuutalbum getiteld Satiate uit in 1992. De teksten van de band gaan veelal over het leven Richmond. De band heeft in totaal zes studioalbums uitgegeven.
Avail is nooit officieel opgeheven, maar heeft sinds 2002 geen nieuwe muziek gemaakt en treedt sinds 2007 niet meer op. In maart 2019 maakte Avail bekend dat de band een eenmalige reünieshow zou spelen op 19 juli, om het 21-jarige jubileum van het album Over the James (1998) te vieren.

## Leden
| Leden - Tim Barry - zang (drums op de eerste ep) - Joe Banks - gitaar - Gwomper - basgitaar - Ed Trask - drums - Beau Beau Butler - hypeman | Voormalige leden - Brien Stewart - zang (1987-1990) - Chuck McCauley - basgitaar - DJ Grimes - basgitaar - Erik Larson - drums - Doug Crosby - drums (1987-1990) |

## Discografie
Studioalbums
- Satiate (1992, Lookout! Records)
- Dixie (1994, Lookout! Records)
- 4am Friday (1996, Lookout! Records)
- Over the James (1998, Lookout! Records)
- One Wrench (2000, Fat Wreck Chords)
- Front Porch Stories (2002, Fat Wreck Chords)

Livealbums
- Live at the Kings Head Inn (1993, Old Glory Records)
- Live at the Bottom of the Hill in San Francisco (1998, Lookout! Records)
- V.M. Live Presents...Avail (1999, Liberation Records)

Ep's
- Who's to Say What Stays the Same (1989, Sunspot Records)
- Attempt to Regress (1993, Catheter Assembly)
- The Fall of Richmond (1997, Lookout! Records, splitalbum met (Young) Pioneers)
- 100 Times (1999, Fat Wreck Chords)